# Chéronvilliers
Chéronvilliers ist eine französische Gemeinde mit 457 Einwohnern (Stand: 1. Januar 2022) im Département Eure in der Region Normandie; sie gehört zum Arrondissement Bernay und zum Kanton Breteuil.

## Geographie
Chéronvilliers liegt etwa 39 Kilometer südwestlich von Évreux. Umgeben wird Chéronvilliers von den Nachbargemeinden Bois-Arnault im Norden, Les Baux-de-Breteuil im Nordosten, Verneuil d’Avre et d’Iton im Osten, Bourth im Osten und Südosten, Chaise-Dieu-du-Theil im Süden, Saint-Sulpice-sur-Risle im Süden und Südwesten, Saint-Martin-d’Écublei im Westen sowie Rugles im Nordwesten.

## Bevölkerungsentwicklung
| Jahr                      | 1962 | 1968 | 1975 | 1982 | 1990 | 1999 | 2006 | 2013 |
| Einwohner                 | 343  | 341  | 327  | 379  | 377  | 389  | 437  | 530  |
| Quelle: Cassini und INSEE |      |      |      |      |      |      |      |      |

## Sehenswürdigkeiten

Kirche Saint-Pierre

- Kirche Saint-Pierre